# Mohamed Mimoune
Mohamed Mimoune (* 21. September 1987 in Toulouse) ist ein französischer Profiboxer, ehemaliger EBU-Europameister im Weltergewicht und ehemaliger IBO-Weltmeister im Halbweltergewicht.

## Karriere
Mohamed Mimoune boxte bis 2010 bei den Amateuren und bestritt am 17. April 2010 sein Profidebüt. Im Juni 2012 gewann er das Frankreich-Turnier und erlitt 2013 zwei Punktniederlagen gegen Kamal Mohamed und Alexandre Lepelley, schlug ersteren jedoch in einem Rückkampf im Januar 2016 beim Gewinn der französischen Meisterschaft im Weltergewicht. Zudem konnte er im April 2015 den ungeschlagenen Spanier Ceferino Rodriguez (18-0) besiegen.
Am 6. Mai 2016 gewann er die EU-Meisterschaft im Weltergewicht durch einen vorzeitigen Sieg gegen den ebenfalls unbesiegten Spanier Nabil Krissi (12-0) und verteidigte den Titel anschließend jeweils einstimmig gegen seinen Landsmann Damien Martin und den Finnen Jussi Koivula.
Am 7. Oktober 2017 besiegte er den Briten Sam Eggington beim Kampf um die EBU-Europameisterschaft im Weltergewicht knapp nach Punkten. Nach diesem Kampf stieg er ins Halbweltergewicht ab und gewann dort am 20. Januar 2018 den vakanten IBO-Weltmeistertitel gegen den ungeschlagenen Argentinier Emiliano Rodriguez (21-0). Im Oktober 2018 schlug er in einer Titelverteidigung Franck Petitjean.
Am 27. April 2019 unterlag er nach Punkten gegen Wiktor Postol, besiegte jedoch am 22. November 2019 Darren Surtees (12-0). Eine weitere Niederlage erlitt er am 21. Februar 2020 nach Punkten gegen Tyrone McKenna (20-1). Diesen besiegte er in einem Rückkampf im August 2024.